# Terra Alta (Brasil)
Terra Alta és un municipi de l'estat brasiler de Pará. és a una altitud de 35 metres. La seua població estimada el 2004 era de 9.842 habitants i la seua superfície és de 207,4569 km².